# Jeff Hendrick
Jeffrey Patrick Hendrick, född 31 januari 1992 i Dublin, är en irländsk fotbollsspelare som spelar för Derby County. Han spelar även för Irlands landslag. Han var uttagen i Irlands trupp vid fotbolls-EM 2016. 

## Karriär
Den 24 augusti 2020 värvades Hendrick av Newcastle United, där han skrev på ett fyraårskontrakt. Den 31 januari 2022 lånades Hendrick ut till Sheffield Wednesday på ett låneavtal över resten av säsongen 2021/2022. Den 12 juli 2022 lånades han ut till Reading på ett säsongslån. Den 1 september 2023 lånades Hendrick ut till Sheffield Wednesday på ännu ett säsongslån.
Den 7 mars 2025 blev Hendrick klar för en återkomst i Derby County, där han skrev på ett korttidskontrakt över resten av säsongen.